# Stade Eduardo Guinle
Pour les articles homonymes, voir Guinle.
Le stade Eduardo Guinle (en portugais : Estádio Eduardo Guinle) est un stade de football brésilien situé dans la ville de Nova Friburgo dans l'État de Rio de Janeiro.
Le stade, doté de 6 550 places et inauguré en 1978, sert d'enceinte à domicile aux équipes de football du Friburguense Atlético Clube, du Deportivo La Coruña Brasil Futebol Clube et du Santa Cruz Futebol Clube.

## Histoire
César Guinle, membre d'une des plus grandes familles de Nova Friburgo et maire de la ville, fait don dans les années 1970 d'une superficie de 22 hectares qui lui appartenait au club de Friburguense pour construire son stade.
Situé dans le quartier de Parque Sao Clemente, le stade ouvre ses portes en 1978.
Il est inauguré le 21 mars 1978.
Le record d'affluence au stade est de 12 689 spectateurs, lors d'une défaite 3-1 du Friburguense contre Botafogo le 22 juillet 1984.
Le stade est rénové en 2008.